# 金宝镇体育场
金宝镇体育场（Campbelltown Stadium）是一座位於澳洲新南威爾斯州金寶鎮的綜合體育場，為金寶鎮市議會所有。體育場容纳人数20,000人，现为橄榄球队西郊喜鹊和西部虎的主场，同时也是澳大利亚职业足球联赛球队麥克阿瑟的第一主场及西悉尼流浪者女子足球隊的第二主场。

## 足球
2008年7月19日，澳大利亞職業足球聯賽球隊悉尼足球俱乐部在此進行他們的首場季前杯，對手是布里斯班獅吼足球俱樂部。悉尼在約4,500名球迷面前以2–1贏得比賽。悉尼FC還在這裡進行了一場季前友誼賽，對手是本地球隊麥克阿瑟公羊（Macarthur Rams），最終悉尼以1–0獲勝。悉尼FC於2012年1月18日在金寶鎮體育場進行首場澳職聯，對手是珀斯光荣足球俱乐部（原定於2011年12月7日進行）。比賽最終以1–1平局結束，吸引了5,505名球迷。
由2020年至2021年澳洲職業足球聯賽賽季開始，麥克阿瑟足球會成立並在該場地進行主場比賽。2023年7月，該場地作為2023年國際足協女子世界盃期間韓國隊的訓練設施。